# Jean Baumann
Pour les articles homonymes, voir Pépinières Baumann.
Jean Baumann, né le 5 mai 1914 à Rambervillers et décédé le 8 juillet 1975 à Épinal, est un homme politique français.

## Biographie
Passé par l'institut national agronomique de Nancy, puis l'école nationale des Eaux et forêts, il est ingénieur du génie rural lorsqu'il est mobilisé en 1940.
Fait prisonnier en juin, il est libéré en mai 1941 et revient dans les Vosges, où il reprend son travail dans l'administration des eaux et forêts.
Il participe à la résistance au sein du service de Noyautage des administrations publiques et, par l'entremise de Georges Savouret, apporte de l'aide aux FFI.
Sous-préfet provisoire de Saint-Dié en 1944, il quitte ce poste en mars 1946 et se présente aux élections législatives de juin sous l'étiquette des Républicains indépendants. Il obtient 13,8 % des voix et est élu.
Candidat en novembre 1946, mais en troisième position seulement, sur la liste d'union républicaine, se réclamant du gaullisme, menée par André Barbier, il n'est pas réélu, celle-ci n'obtenant que 27 % des voix et un siège.
Il quitte alors la vie politique et se consacre à sa carrière professionnelle : il est chef-adjoint du cabinet du ministre de l'agriculture, et directeur départemental de l'agriculture.